# Aleksandr Andronov
Aleksandr Aleksandrovici Andronov (în rusă Александр Александрович Андронов, n. 11 aprilie [S.V. 29 martie] 1901 – d. 31 octombrie 1952) a fost un fizician rus sovietic.
Este cunoscut în special pentru studiile referitoare la oscilațiile neliniare cu ajutorul metodelor teoriei calitative a ecuațiilor diferențiale.
Studenții săi au continuat dezvoltarea problemelor matematice ale autooscilațiilor diverselor sisteme fizice, probleme care fac parte din teoria calitativă a ecuațiilor diferențiale și în particular din teoria ciclurilor limită.
În 1946 devine membru al Academiei de Științe a Uniunii Sovietice.
Un crater de pe Lună îi poartă numele.
1. ↑  Андронов Александр Александрович, Marea Enciclopedie Sovietică (1969–1978)[*]
2. ↑  Андронов Александр Александрович, Marea Enciclopedie Sovietică (1969–1978)[*]
3. 1 2  Genealogia matematicienilor